# Isoglossa eckloniana
Isoglossa eckloniana är en akantusväxtart som först beskrevs av Christian Gottfried Daniel Nees von Esenbeck, och fick sitt nu gällande namn av G. Lindau. Isoglossa eckloniana ingår i släktet Isoglossa och familjen akantusväxter. Inga underarter finns listade i Catalogue of Life.